# Thinobius tardus
Thinobius tardus är en skalbaggsart som beskrevs av Notman 1921. Thinobius tardus ingår i släktet Thinobius och familjen kortvingar. Inga underarter finns listade i Catalogue of Life.